# Brownlee (Saskatchewan)
Brownlee es un pueblo canadiense situado en la provincia de Saskatchewan.

## Superficie
Brownlee tiene una superficie de 2,57 km².

## Demografía
En 2021, tenía 55 habitantes, una densidad poblacional de 21,4 hab./km², y 29 viviendas.